# Satellite GPS

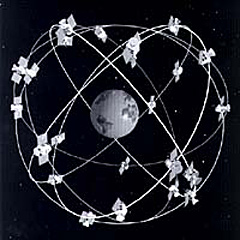
Costellazione GPS (non in scala)

Un satellite GPS è un satellite artificiale usato dal sistema di posizionamento globale NAVSTAR. Il primo satellite del sistema, Navstar 6, fu lanciato il 22 febbraio 1978. La costellazione GPS è controllata dal 50th Space Wing della United States Air Force.

## Satelliti Block I

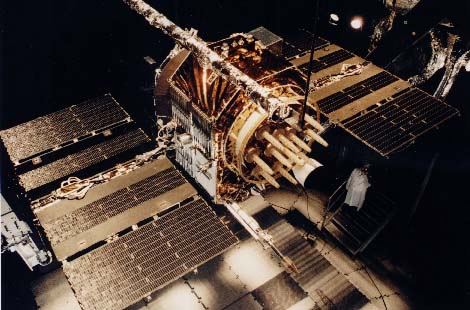
Una satellite GPS mentre vengono eseguiti i test pre-lancio

Nel 1974 la Rockwell vinse un contratto per costruire otto satelliti Block I. Nel 1978 il contratto fu esteso per costruirne ulteriori tre. A cominciare dal satellite Navstar 1 nel 1978, 10 satelliti Block I furono lanciati con successo. Un satellite, il Navstar 7, andò perduto a causa di un lancio fallito il 18 dicembre 1981.
I satelliti Block I furono lanciati dalla base aerea di Vandenberg usando dei razzi Atlas. I satelliti furono costruiti nello stesso impianto dove furono precedentemente costruiti i secondi stadi dei razzi Saturn V
Lo scopo principale dei satelliti Block I era la validazione del sistema e del design dei satelliti. L'esperienza acquisita durante la costruzione degli 11 satelliti fu utilizzata nella costruzione della serie Block II.
Un doppio pannello solare era in grado di generare 400 W, caricando le batterie al NiCd per poter operare anche in ombra. Per il controllo della telemetria venne usato un canale in Banda S, mentre un canale UHF era usato per le comunicazioni tra satelliti. Per le correzioni orbitali era presente un propulsore a idrazina. Il carico principale consisteva in due trasmettitori in banda L dei segnali di navigazione GPS alle frequenze di 1575,4 MHz (L1) e 1227,60 MHz (L2).
L'ultimo lancio di satelliti Block I fu il 9 ottobre 1985, ma l'ultimo dei satelliti non fu decommissionato fino al 18 novembre 1995, ben oltre la sua vita prevista di 5 anni.

## Satelliti Block II

### Serie Block II iniziale
La serie di satelliti Block II fu la prima a raggiungere la piena operatività della costellazione GPS, con un design che permetteva al sistema di funzionare anche in assenza di contatto con le stazioni di controllo a terra fino a 14 giorni. Il costruttore principale fu la Rockwell, che costruì 12 satelliti per le qualifiche come aggiunta al contratto dei satelliti Block I. Nel 1993 la compagnia vince un ulteriore contratto per costruire 28 satelliti Block II/IIA
I satelliti Block II sono stabilizzati su 3 assi, con puntamento verso terra basato su reaction wheels. I due pannelli solari erano in grado di erogare ben 710W. Il canale in banda S era usato per il controllo e la telemetria mentre il canale in banda UHF era usato per le comunicazioni tra satelliti. Per le correzioni orbitali veniva usato un propulsore a idrazina. Il carico principale consisteva in due trasmettitori in banda L dei segnali di navigazione GPS alle frequenze di 1575,42 MHz (L1) e 1227,60 MHz (L2). Ogni satellite era equipaggiato con 4 orologi atomici (2 al cesio e 2 al rubidio) e da un sistema per rilevare detonazioni nucleari per un totale di 1660 Kg.
I primi nove satelliti furono lanciati a partire dal 14 febbraio 1989. L'ultimo venne lanciato il 1º ottobre 1990. L'ultimo satellite della serie fu tolto dal servizio il 15 marzo 2007, ben oltre la sua vita per cui fu costruito di 7.5 anni

### Serie Block IIA
La serie Block IIA era una versione leggermente migliorata della serie Block II, costruita per permettere al sistema di operare fino a 180 giorni senza contatto con le stazioni di terra. La massa dei satelliti aumentò, raggiungendo i 1816 kg.
Furono lanciati 19 satelliti della serie IIA a partire dal 26 novembre 1990 fino al 6 novembre 1997. Al 17 gennaio 2009 sei dei satelliti sono stati rimossi dal servizio attivo.
Due satelliti di questa serie, i numeri 35 e 36, sono equipaggiati con retro-riflettori laser che ne permettono il loro tracciamento indipendentemente dai loro segnali radio, fornendo una separazione non ambigua tra errori delle effemeridi e dei loro orologi interni.

### Serie Block IIR
La serie Block IIR è stata sviluppata da Lockheed Martin. Ciascun satellite ha una massa di 2030 kg al lancio e 1080 kg una volta in orbita. Il primo lancio tentato il 17 gennaio 1997 fallì a causa dell'esplosione del razzo Delta II dopo 12 secondi di volo. Il primo lancio terminato con successo fu il 23 luglio 1997. Furono lanciati con successo 12 satelliti della serie Block IIR.

### Serie Block IIR-M

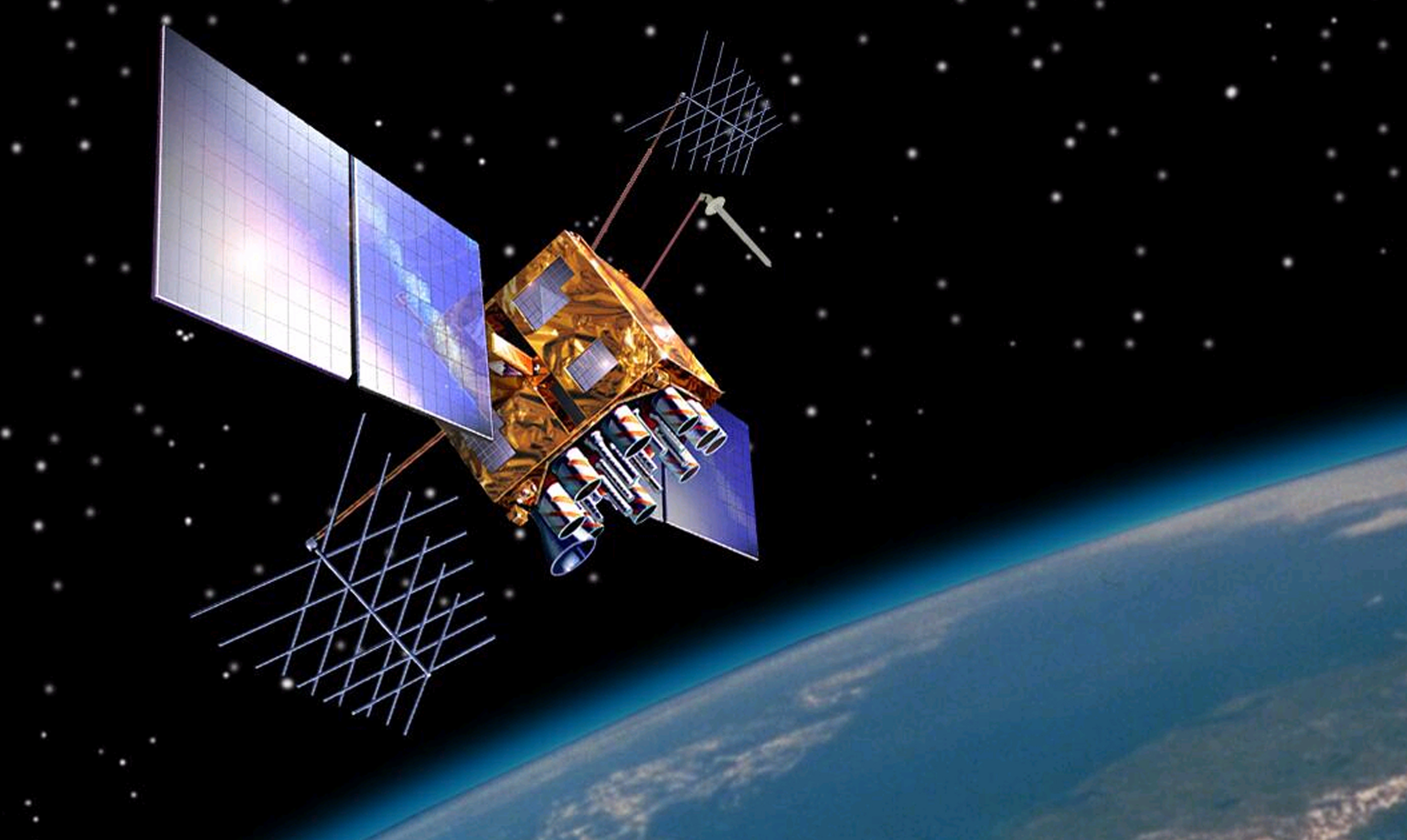
Rappresentazione artistica di un satellite Block IIR-M in orbita

La serie Block IIR-M include un nuovo segnale militare e un segnale civile più robusto noto con il nome di L2C. Sono presenti 8 satelliti della serie Block IIR-M, costruiti da Lockheed Martin Il primo satellite della serie fu lanciato il 26 settembre 2005 e l'ultimo il 17 agosto 2009.

### Serie Block IIF

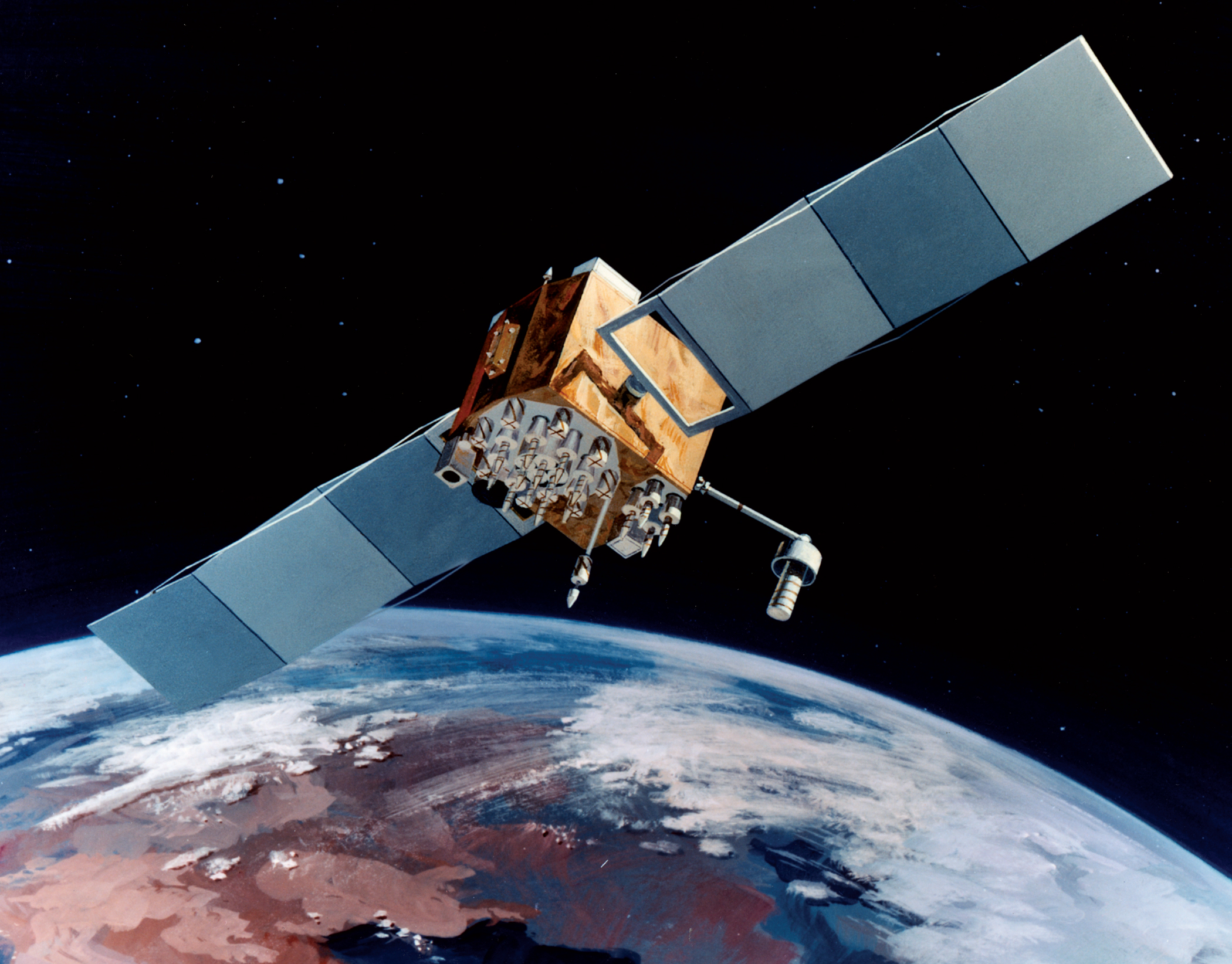
Rappresentazione artistica di un satellite Block IIF in orbita

I satelliti della serie Block IIF sono stati sviluppati da Boeing. Il primo satellite fu completato il 9 settembre 2007. Boeing ha un contratto per la costruzione di 12 satelliti della serie. Il primo satellite fu lanciato a Maggio 2010 con un razzo Delta IV. Il secondo satellite della serie fu lanciato a Luglio 2011. I satelliti hanno una massa di 1630 kg e una vita operativa prevista di 12 anni.
Le innovazione delle serie Block IIF sono:
- Nuovo segnale a uso dimostrativo per utilizzo Safefy of Life nella banda L5[13]
- Nuovo segnale militare M-code[13]
- Raddoppio dell'accuratezza prevista[14]
- Migliore resistenza Jamming[13]
- Processore riprogrammabile che può ricevere upgrade software[13]
- Primi satelliti a non avere l'hardware della Selective Availability per il degrado del segnale installato.[13]

## Satelliti Block IIIA
I satelliti della serie Block IIIA sono la nuova generazione di satelliti GPS, con nuovi segnali e con livelli di potenza di trasmissione più alti. Saranno realizzati fino a 32 satelliti con una vita operativa prevista di 15 anni. Il primo contratto comprendente 4 satelliti di test più opzione per altri 8 satelliti operativi è stato assegnato a Lockheed Martin. Il lancio del primo satellite della serie era previsto nel 2014, ma ritardi significativi hanno spinto il lancio a dicembre 2018. Sono stati costruiti 4 degli 8 satelliti previsti. Il lancio inaugurale è avvenuto il 23 dicembre 2018 mentre l'ultimo lancio è del 5 novembre 2020.